# Chiaiano-Marianella
Chiaiano-Marianella è una stazione della linea 1 della Metropolitana di Napoli.

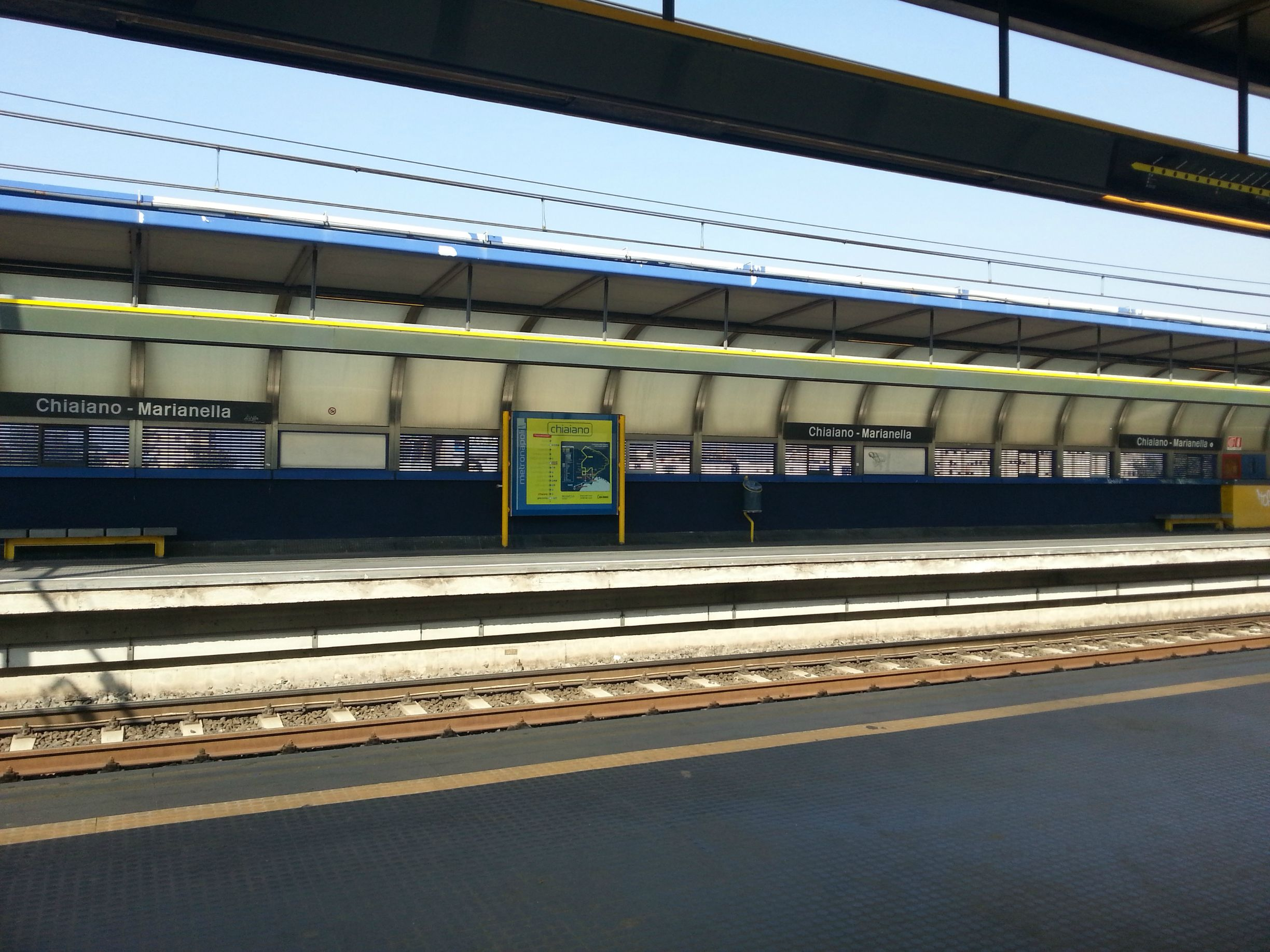
Banchina della stazione.

## Storia
Posta nell'omonimo quartiere partenopeo, la stazione sorge su un viadotto. I lavori ebbero inizio nel 1986 e la stazione venne inaugurata il 19 luglio 1995. La realizzazione della stazione ha comportato un investimento complessivo di circa 5,7 milioni di euro.
Risulta essere una delle più frequentate della linea grazie ai numerosi autobus provenienti dai comuni limitrofi di Marano di Napoli, Calvizzano, Mugnano di Napoli, Qualiano, Villaricca e Giugliano in Campania che transitano proprio davanti all'ingresso della stazione.
Nel 2021 fu approvato un progetto che inizia nella stazione di Chiaiano fino alla stazione di Licola della Ferrovia Circumflegrea. 
Il 28 gennaio 2025 è stato presentato il piano del Comune e della Città Metropolitana di Napoli per il potenziamento del trasporto rapido di massa, e tra i progetti presentati da far finanziare al Ministero dei Trasporti è stato riproposto il progetto "Gronda Ovest" come monorotaia sopraelevata che da Scampia segue il tragitto della Circumvallazione Esterna di Napoli e collega direttamente Mugnano di Napoli, Villaricca, Giugliano in Campania e Qualiano e indirettamente Melito di Napoli, Marano di Napoli e Calvizzano, escludendo quindi il coinvolgimento della stazione in questo progetto.

## Strutture e impianti
La stazione, su viadotto, occupa una superficie di 4056 m², con un'area di intervento pari a 18000 m². La stazione è situata a 12 metri sopra il livello del mare, presenta una pendenza del 3,20% e dispone di 4 impianti e 2 uscite.

## Servizi
La stazione dispone di:
- Biglietteria a sportello
- Biglietteria automatica
- Servizi igienici

## Interscambi
- Fermata autobus